# Alfonso Ribeiro
Alfonso Ribeiro (n. 21 septembrie 1971, New York City, New York, SUA) este un actor american, regizor de televiziune, dansator, gazdă la emisiuni cu jocuri, comedian.
Ribeiro este cel mai bune cunoscut pentru rolul Carlton Banks din sitcom-ul NBC The Fresh Prince of Bel-Air și ca gazdă a emisiunii de televiziune Catch 21 de la GSN.